# Anigozanthos
Anigozanthos es un pequeño género de plantas de la familia Haemodoraceae. Comprende 19 especies descritas y de estas, solo 11 aceptadas.
Las 11 especies y varias subespecies de Australia son comúnmente conocidas como kangaroo paw y catspaw  dependiendo de la forma de sus flores.  Otra especie, que anteriormente se había considerado Anigozanthos fuliginosus se ha transferido a su propio género monotípico y ahora se conoce como Macropidia fuliginosa.

## Descripción
La planta crece con rizomas cortos, subterráneos y horizontales. La duración y el carácter de estos pueden variar entre las especies: algunos son carnosos, otros son frágiles. La savia en la raíz del sistema permite a las plantas sobrevivir en extrema sequedad. 
Las plantas tienen una base de roseta de largas hojas de color verde a verde grisáceo. Las hojas de algunas especies son peludas. Desde el corazón de esta roseta surgen largos tallos sin hojas, que pueden llegar a los 2 m, que termina en un racimo de flores. El tamaño y la altura de estos tallos varía entre las especies.  Las flores pueden tener diferentes colores, que van desde casi negro a amarillo, La forma tubular de la yema floral se asemeja a una pata de canguro, de ahí su nombre.  La flor en la punta se extiende como un ventilador con seis pétalos. Cuando han crecido las plantas pueden tener hasta diez flores al final de cada tallo.
En los últimos años una serie de numerosos híbridos y cultivares han sido desarrollados. Siendo mucha la demanda de plantas y de flores cortadas. 

## Distribución y hábitat
Estas plantas perennes son endémicas de las zonas con arena seca y silíceas  del suroeste de Australia, pero también se producen en una variedad de otros ambientes y tipos de suelo. Se cultivan comercialmente en Australia, los Estados Unidos, Japón  e Israel.

## Taxonomía
El género fue descrito por  Jacques Labillardière y publicado en Relation du Voyage à la Recherche de la Pérouse 1: 410. 1800. La especie tipo es: Anigozanthos rufus

## Especies aceptadas

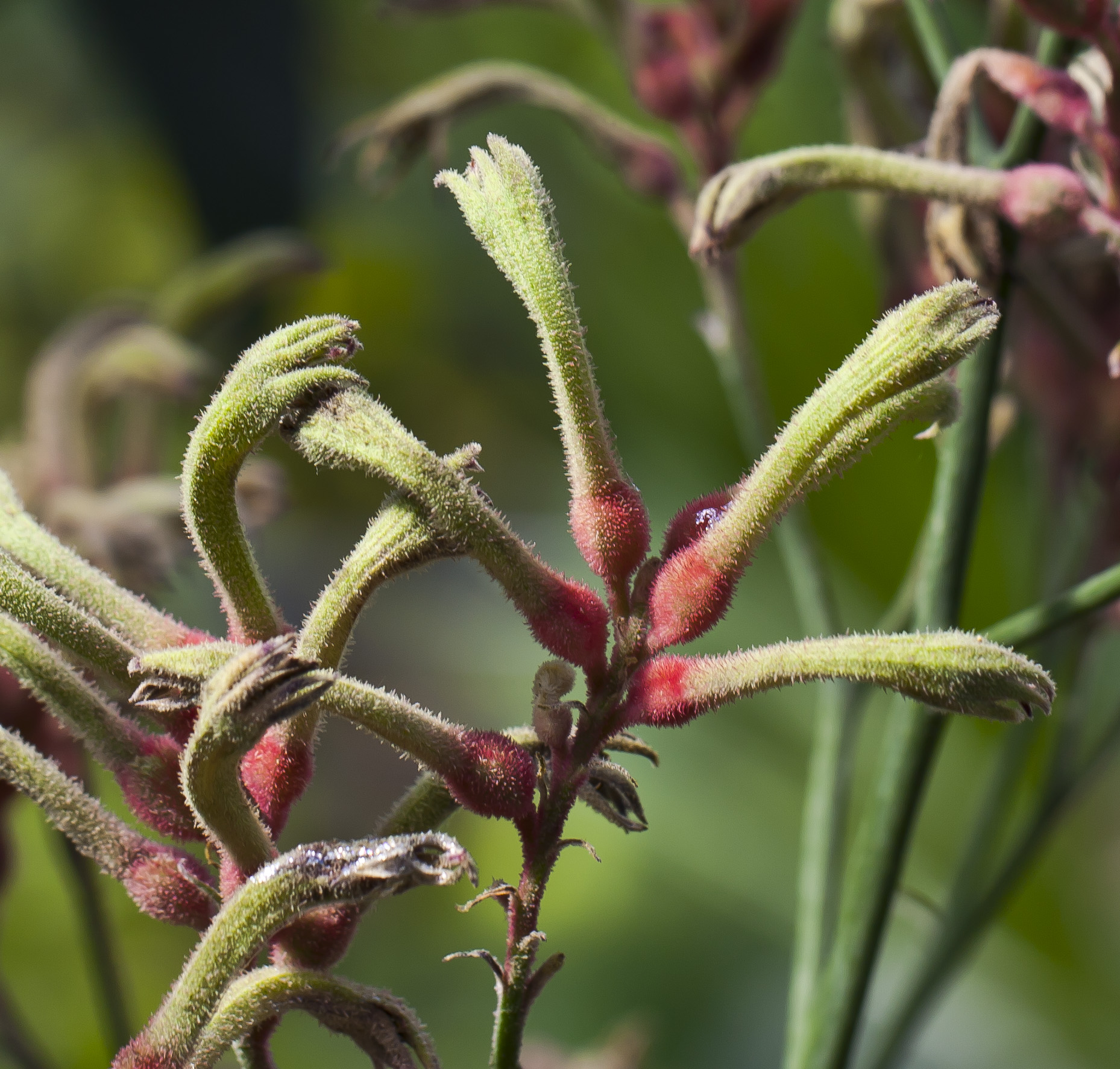
Anigozanthos flavidus.

A continuación se brinda un listado de las especies del género Anigozanthos aceptadas hasta mayo de 2014, ordenadas alfabéticamente. Para cada una se indica el nombre binomial seguido del autor, abreviado según las convenciones y usos. 
- Anigozanthos bicolor Endl.
  - Anigozanthos bicolor ssp. bicolor
  - Anigozanthos bicolor ssp. decrescens
  - Anigozanthos bicolor ssp. exstans
  - Anigozanthos bicolor ssp. minor
- Anigozanthos flavidus
- Anigozanthos gabrielae
- Anigozanthos humilis
  - Anigozanthos humilis ssp. chrysanthus
  - Anigozanthos humilis ssp. grandis
- Anigozanthos kalbarriensis
- Anigozanthos manglesii
  - Anigozanthos manglesii ssp. manglesii
  - Anigozanthos manglesii ssp. quadrans
- Anigozanthos onycis
- Anigozanthos preissii Endl.
- Anigozanthos pulcherrimus
- Anigozanthos rufus
- Anigozanthos viridis Endl.
  - Anigozanthos viridis subsp. terraspectans
  - Anigozanthos viridis subsp. metallica
- Lista de especies